# Rock 'n' Roll Suicide
Rock'n'Roll Suicide — пісня англійського співака і автора-виконавця Девіда Боуї, спочатку випущена як заключний трек альбому The Rise and Fall of Ziggy Stardust and the Spiders from Mars 16 червня 1972 року. Боуї записав його разом зі своїм гуртом Spiders from Mars, до складу якого входили Мік Ронсон, Тревор Болдер і Мік Вудменсі, під співпродюсуванням Кена Скотта. Вона детально описує остаточний крах Зіґґі як старої рок-зірки і також була заключним номером концертного шоу Ziggy Stardust. У квітні 1974 року лейбл RCA випустив її як сингл.

## Список пісень
Всі пісні написані Девідом Боуї.
1. «Rock 'n' Roll Suicide» — 2:57
2. «Quicksand» — 5:03

## Персонал
За словами Кріса О'Лірі:
- Девід Боуї — вокал, 12-струнна акустична гітара
- Мік Ронсон — соло- та ритм-гітари, синтезатор ARP, бек-вокал, струнні аранжування
- Тревор Болдер — бас-гітара
- Мік Вудменсі — барабани
- Невідомі музиканти — дві труби, два тромбони, два тенор-саксофони, баритон-саксофон, вісім скрипок, чотири альти, дві віолончелі, два контрабаси

Технічний персонал
- Кен Скотт — продюсер
- Девід Боуї — продюсер

## Чарти
| Чарт (1974)                        | Найвища позиція |
| ---------------------------------- | --------------- |
| Бельгія (Ultratop Wallonia)        | 39              |
| Ірландія (IRMA)                    | 12              |
| Велика Британія (UK Singles Chart) | 22              |